# Tormás-patak
A Tormás-patak Egyházasfalunál ered, Győr-Moson-Sopron vármegye nyugati részén. A patak forrásától kezdve délkeleti irányba tart, majd a Tormásliget határában a Pós-patakba torkollik belé.

## Part menti települések
- Egyházasfalu
- Tormásliget